# Présilly (Haute-Savoie)
Présilly település Franciaországban, Haute-Savoie megyében. Lakosainak száma 1082 fő (2022. január 1.). Présilly Andilly, Beaumont, Cruseilles, Feigères, Saint-Blaise, Le Sappey, Vers, Viry és Vovray-en-Bornes községekkel határos.

## Népesség
A település népességének változása:
| Lakosok száma | 757  | 774  | 887  | 960  | 1051 | 1054 | 1053 | 1063 | 1082 |
|               | 2013 | 2015 | 2016 | 2017 | 2018 | 2019 | 2020 | 2021 | 2022 |